# The Trust (2016)
The Trust (bra: A Sacada; prt: Polícias Corruptos) é um filme de ação estadunidense de 2016 dirigido por Alex Brewer e Ben Brewer e escrito por Ben Brewer e Adam Hirsch. Estrelado por Nicolas Cage, Elijah Wood, Sky Ferreira, Jerry Lewis, Kevin Weisman e Steven Williams, o filme foi lançado na DirecTV em 14 de abril de 2016. The Trust marca a última aparição no cinema do ator Jerry Lewis, que morreu em 2017.

## Sinopse
O sargento David Waters e seu amigo e chefe Jim Stone trabalham em uma unidade do Departamento de Polícia de Las Vegas. Jim acidentalmente se depara com um caso misterioso: um pequeno traficante de drogas começa a ganhar quantias incríveis de dinheiro durante a noite. Quase sem querer, os dois policiais acabam envolvidos em um caso de violência e corrupção.

## Elenco
- Nicolas Cage[4] é Jim Stone
- Elijah Wood[5] é David Waters
- Sky Ferreira[6] é a mulher
- Jerry Lewis[7] é o pai de Jim
- Ethan Suplee é o detetive
- Kenna James é a capitã Harris
- Kevin Weisman é Roy
- Steven Williams é Cliff

## Recepção
The Trust recebeu críticas mistas. No Rotten Tomatoes, tem uma taxa de aprovação de 63%, com base em 43 resenhas com uma classificação média de público de 5,6 em 10. No Metacritic, tem uma pontuação de 58 em 100, com base em 12 avaliações.